# Metsovo
Metsovo (in greco Μέτσοβο?, in arumeno Aminciu), o Metsovon, è un comune della Grecia situato nella periferia dell'Epiro (unità periferica di Giannina) con 7 177 abitanti secondo i dati del censimento 2001.
A seguito della riforma amministrativa detta Programma Callicrate in vigore dal gennaio 2011 che ha abolito le prefetture e accorpato numerosi comuni, la superficie del comune è ora di 364 km² e la popolazione è passata da 3.195 a 7.177 abitanti.

## Geografia fisica
La città è locata sulle montagne del Pindo nella parte settentrionale del paese e più precisamente è compresa fra la città di Giannina a nord e Le Meteore a sud.
Metsovo è la più grande città arumena in Grecia ed è famosa per la produzione di formaggio Metsovone e per le cantine vinicole.
Il figlio più illustre di Metsovo è sicuramente Giorgio Averoff (1815-1899),uomo d'affari e filantropo greco vissuto in Egitto.

## Storia
Le prime tracce di insediamento risalgono al secondo millennio a.C., quando gruppi di popolazioni dedite alla pastorizia si insediarono nella zona. Essendo un punto passaggio obbligato per il commercio tra l'interno della regione e la catena del Pindo, Metsovo acquistò nel corso degli anni sempre maggiore importanza. In epoca romana vi venne costruita una fortezza denominata Imperatori, per il controllo di un importante punto di passaggio per le carovane ed i convogli provenienti dalle coste meridionali dell'Epiro e dirette in Tessaglia e in Macedonia. Il nome Metsovo appare per la prima volta in epoca bizantina, nell'opera Chronikon ton Ioanninon, dove si dice che nel 1380 il vescovo serbo di Ioànnina malversò il vescovo di Metsovo, il quale godeva di grande stima. Tuttavia esistono diverse versioni sull'origine del nome, una di queste vuole che esso provenga dallo slavo mets+ovo ovvero villaggio degli orsi, mentre altri pensano che esso abbia origini dal greco Meso-Vouni, ovvero in mezzo alla montagna, che si sarebbe poi trasformato in mesovo fino a giungere alla sua versione finale metsovo.
Sin dal X secolo fino a tutto il XVIII la popolazione di Metsovo godette di numerosi privilegi e di una notevole indipendenza amministrativa e politica, sancite e ribadite nel tempo da sovrani quali Costantino Porfirogenito, Andronico III Paleologo e Murad II. Tali concessioni si spiegano con il desiderio di questi sovrani di garantirsi la fedeltà nei confronti del potere centrale da parte della popolazione di Metsovo a garanzia del controllo del valico montagnoso di Zygos. Questa situazione di privilegio ebbe bruscamente termine con l'avvento al potere di Alì Pascià di Tepeleni, il quale nel 1795 dichiarò nulla qualsiasi forma di autogoverno e di privilegio amministrativo, intendendo ottenere con questa decisione il totale controllo politico della zona. Grazie all'enorme sviluppo commerciale, tuttavia, garantito dal suo lungo periodo di semi-indipendenza amministrativa e politica, la città di Metsovo visse un continuo e lungo periodo di sviluppo, trasformandosi in un nodo di scambio e di commerci strategico per tutta la regione. L'enorme afflusso di ricchezze portò anche altri vantaggi, permettendo, ad esempio, la nascita di importanti centri educativi, nei quali insegnarono i più importanti studiosi e scienziati dell'epoca provenienti da tutta la Grecia. Da un censimento risalente al 1735 si evince che Metsovo contava ben 235 famiglie per un numero complessivo di circa 2.500 abitanti. alcuni dei quali emigrarono in diverse parti d'Europa per fondare importanti dinastie commerciali che non avrebbero mai dimenticato la madrepatria. Fu proprio grazie agli ingenti contributi finanziari di questi mercanti durante la Guerra d'indipendenza greca del 1821 che la cittadina di Metsovo è annoverata con onore nella storia di questa nazione; nel numero di questi benefattori della nazione greca sono da annoverare il filantropo Giorgio Averoff e Mihail Tossizza.

## Luoghi di interesse turistico
Tra i luoghi di particolare interesse artistico di Metsovo sono da annoverare la Galleria Averoff, una galleria di arte contemporanea fondata dai tre figli di Giorgio Averoff, ed ospita un'importante collezione di opere di pittori greci del XIX e XX secolo, tra i quali Dionysios Tsokos, Spyridon Prosalentis e Polychronis Lembesis, gran parte dei dipinti appartenenti alla collezione provengono dalla raccolta privata lasciata in eredità dal benefattore locale Evangelos Averoff-Tossizza.
Di notevole pregio artistico è anche il piccolo monastero di Agios Nikolaos, fondato nel XIV secolo da alcuni briganti locali convertitisi e restaurato e riconsacrato nel 1963. La costruzione è ad una sola navata ed ha magnifici affreschi risalenti al 1700.
| 1981 | 2.705 | ?           | ?     |  |  |  |  |  |  |  |
| 1991 | 2.917 | 212 (7,84%) | 4.125 |  |  |  |  |  |  |  |
| 2001 | 3.195 | 278 (9,53%) | 4.417 |  |  |  |  |  |  |  |

## Amministrazione

### Gemellaggi
- Ballabio